# Alicia McCormack
Alicia McCormack (Sydney, 7 de junho de 1983) é uma jogadora de polo aquático australiana, medalhista olímpica.

## Carreira
McCormack disputou duas edições de Jogos Olímpicos pela Austrália: 2008 e 2012. Em ambas as ocasiões conquistou a medalha de bronze.